# Morti il 12 giugno

## IX secolo(1)
- 816 - Papa Leone III, papa, cardinale e santo italiano (n. 750)

## X secolo(1)
- 918 - Ethelfleda, sovrana anglosassone

## XI secolo(3)
- 1020 - Lyfing, abate, vescovo e arcivescovo anglosassone
- 1036 - Teodaldo, vescovo italiano
- 1045 - Richlind di Altdorf, nobile tedesca (n. 980)

## XII secolo(3)
- 1152 - Enrico di Scozia, nobile scozzese (n. 1114)
- 1153 - Roger de Beaumont, II conte di Warwick, nobile (n. 1102)
- 1188 - Ugo della Volta, arcivescovo italiano

## XIII secolo(2)
- 1253 - Bonifacio II degli Aleramici, sovrano italiano
- 1290 - Reginaldo da Piperno, teologo e vescovo cattolico italiano

## XIV secolo(3)
- 1358 - Giovanni d'Aragona, principe (n. 1330)
- 1361 - Guglielmo Curti, cardinale, vescovo cattolico e abate francese
- 1394 - Guy di Prangins, vescovo cattolico svizzero

## XV secolo(4)
- 1418 - Bernardo VII d'Armagnac, nobile francese
- 1418 - Jean de Montreuil, scrittore francese (n. 1354)
- 1435 - John FitzAlan, XIV conte di Arundel, militare britannico (n. 1408)
- 1499 - Adriano Fiorentino, scultore e medaglista italiano

## XVI secolo(10)
- 1524 - Diego Velázquez de Cuéllar, esploratore spagnolo (n. 1465)
- 1543 - François de Montholon, giurista e politico francese
- 1545 - Francesco I di Lorena, duca francese (n. 1517)
- 1560 - Imagawa Yoshimoto, militare giapponese (n. 1519)
- 1565 - Adrianus Turnebus, umanista, filologo e filosofo francese (n. 1512)
- 1570 - Jean Mercier, umanista, ebraista e filologo francese
- 1572 - Alessandro Campesano, poeta italiano (n. 1521)
- 1575 - Renata di Francia, principessa francese (n. 1510)
- 1577 - Orazio Samacchini, pittore italiano (n. 1532)
- 1578 - Kōsaka Masanobu, militare giapponese (n. 1527)

## XVII secolo(8)
- 1619 - Giovanni III Ventimiglia, nobile, politico e militare italiano (n. 1559)
- 1621 - Ambrogio Doria, doge (n. 1550)
- 1627 - Vittorio Lupi, medico e letterato italiano (n. 1567)
- 1641 - Abu'l-Hasan Asaf Khan, politico indiano
- 1675 - Carlo Emanuele II di Savoia, nobile italiano (n. 1634)
- 1683 - Tobias Pock, pittore tedesco (n. 1609)
- 1686 - Francesco Maria Maggio, presbitero, orientalista e missionario italiano (n. 1612)
- 1690 - François Le Mercier, gesuita francese (n. 1604)

## XVIII secolo(24)
- 1712 - Alessandro Guidi, poeta e drammaturgo italiano (n. 1650)
- 1715 - Angelo De Rossi, scultore italiano (n. 1671)
- 1725 - Ortensio Visconti Aicardi, vescovo cattolico italiano (n. 1651)
- 1726 - Fabrizio Paolucci, cardinale e arcivescovo cattolico italiano (n. 1651)
- 1734 - James FitzJames, I duca di Berwick, generale inglese (n. 1670)
- 1734 - Giorgio Alberto della Frisia orientale, principe (n. 1690)
- 1738 - Luigi II Gonzaga di Luzzara, nobile italiano (n. 1672)
- 1739 - Giorgio Alberto di Sassonia-Weissenfels-Barby, nobile (n. 1695)
- 1740 - Johann Franz Schenk von Stauffenberg, arcivescovo cattolico tedesco (n. 1658)
- 1743 - Johann Bernhard Bach il Giovane, compositore tedesco (n. 1700)
- 1747 - Jakob Ernst von Liechtenstein-Kastelkorn, arcivescovo cattolico austriaco (n. 1690)
- 1758 - Augusto Guglielmo di Prussia, generale prussiano (n. 1722)
- 1760 - Giuseppe Antonio Pujati, medico italiano (n. 1701)
- 1761 - Meinrad Spieß, compositore tedesco (n. 1683)
- 1767 - Florida Cevoli, religiosa italiana (n. 1685)
- 1767 - Jean Armand de Lestocq, politico e medico russo (n. 1692)
- 1768 - Elizabeth Colyear, nobildonna inglese (n. 1689)
- 1771 - Johannes Grubenmann, carpentiere svizzero (n. 1707)
- 1776 - Bartolomeo Felici, compositore e organista italiano (n. 1695)
- 1785 - Donato Del Piano, organaro e presbitero italiano (n. 1704)
- 1789 - Jean-Étienne Liotard, pittore svizzero (n. 1702)
- 1793 - Domenico Alfeno Vario, presbitero e giurista italiano (n. 1730)
- 1795 - Johann Christian Brand, pittore e incisore austriaco (n. 1722)
- 1799 - Joseph Boulogne Chevalier de Saint-George, compositore e violinista francese

## XIX secolo(59)
- 1803 - Richard François Philippe Brunck, filologo classico francese (n. 1729)
- 1806 - Stefano Domenico Sceriman, vescovo cattolico italiano (n. 1729)
- 1806 - Eugenio Vulgaris, vescovo ortodosso, filosofo e teologo greco (n. 1716)
- 1816 - Pierre François Charles Augereau, generale francese (n. 1757)
- 1828 - Adam Elias von Siebold, ginecologo tedesco (n. 1775)
- 1830 - Johann Helfrich von Müller, ingegnere tedesco (n. 1746)
- 1830 - Gian Francesco Galeani Napione, storico, letterato e poeta italiano (n. 1748)
- 1832 - François-Jean Bralle, architetto e ingegnere francese (n. 1750)
- 1832 - Gian Estore Martinengo Colleoni, militare e diplomatico italiano (n. 1763)
- 1832 - Nikolaus Simrock, cornista e editore tedesco (n. 1751)
- 1833 - Efisio Tola, patriota italiano (n. 1803)
- 1835 - Iacopo Vittorelli, poeta, librettista e letterato italiano (n. 1749)
- 1837 - Carl Friedrich Ernst Frommann, editore tedesco (n. 1765)
- 1837 - Pierre Auguste Lajard, politico e ufficiale francese (n. 1757)
- 1842 - Antimo V, arcivescovo ortodosso ottomano (n. 1779)
- 1842 - Thomas Arnold, educatore, teologo e storico britannico (n. 1795)
- 1846 - Karl Traugott Queisser, trombonista, violista e violinista tedesco (n. 1800)
- 1847 - Pierre-Simon Ballanche, scrittore e filosofo francese (n. 1776)
- 1849 - Angelica Catalani, soprano italiano (n. 1780)
- 1849 - Giovanni Gervasoni, militare italiano (n. 1816)
- 1852 - Xavier de Maistre, militare, scrittore e pittore italiano (n. 1763)
- 1853 - Gaspare Bertoni, religioso italiano (n. 1777)
- 1853 - Merry-Joseph Blondel, pittore francese (n. 1781)
- 1853 - Francisco Sainz Pinto, pittore spagnolo (n. 1823)
- 1854 - Augusta di Anhalt-Dessau, nobildonna (n. 1793)
- 1856 - Lorenzo Maria di San Francesco Saverio, presbitero italiano (n. 1782)
- 1863 - Pietro Alfieri, musicologo, compositore e presbitero italiano (n. 1801)
- 1867 - Pascual Echagüe, militare e politico argentino (n. 1797)
- 1867 - Louis-Hippolyte Lebas, architetto francese (n. 1782)
- 1872 - Thomas Caverhill Jerdon, medico, botanico e zoologo britannico (n. 1811)
- 1872 - Fabio Pallavicini, diplomatico e politico italiano (n. 1795)
- 1875 - Julián Castro, politico e militare venezuelano
- 1876 - Ludwig von Holzgethan, politico e nobile austriaco (n. 1800)
- 1876 - Neşerek Kadin, nobile (n. 1848)
- 1877 - Nicola Longo, medico e patriota italiano (n. 1789)
- 1878 - Benjamin Bonneville, generale statunitense (n. 1796)
- 1878 - William Cullen Bryant, poeta e giornalista statunitense (n. 1794)
- 1878 - Giorgio V di Hannover, sovrano tedesco (n. 1819)
- 1879 - Tito Strocchi, patriota, giornalista e scrittore italiano (n. 1846)
- 1880 - José Ruperto Monagas, politico venezuelano (n. 1831)
- 1880 - George Opdyke, politico statunitense (n. 1805)
- 1881 - Banesinhji Jaswantsinhji, principe indiano (n. 1842)
- 1881 - Vittorio Salmini, poeta e drammaturgo italiano (n. 1832)
- 1883 - Ugo Angelo Canello, linguista e filologo italiano (n. 1848)
- 1883 - Mercedes Molina y Ayala, religiosa ecuadoriana (n. 1828)
- 1885 - Adi'b Ishaq ad-Dimashqi, letterato siriano (n. 1856)
- 1885 - Giuseppe Mantellini, avvocato e politico italiano (n. 1816)
- 1887 - Angelo Bersani-Dossena, vescovo cattolico italiano (n. 1835)
- 1887 - Giacomo Favretto, pittore italiano (n. 1849)
- 1891 - Sergej Podolinskij, scienziato ucraino (n. 1850)
- 1891 - Pomare V, re (n. 1839)
- 1891 - Friedrich Wilhelm Scanzoni von Lichtenfels, ginecologo tedesco (n. 1821)
- 1892 - Johann Eduard Erdmann, filosofo tedesco (n. 1805)
- 1893 - Massimiliano Emanuele di Baviera, duca (n. 1849)
- 1897 - Friedrich Hermann Wölfert, editore e pioniere dell'aviazione tedesco (n. 1850)
- 1898 - Eugénie Potonié-Pierre, attivista francese (n. 1844)
- 1899 - Federico Quercia, filologo, letterato e critico letterario italiano (n. 1824)
- 1900 - Gaetano Carlucci, presbitero, teologo e missionario italiano (n. 1834)
- 1900 - Jean Frédéric Frenet, matematico, astronomo e meteorologo francese (n. 1816)

## XX secolo(216)
- 1901 - Carlo Pulcrano, avvocato, prefetto e politico italiano (n. 1818)
- 1902 - Jimmy Ross, calciatore scozzese (n. 1866)
- 1904 - Camille de Renesse, imprenditore e scrittore belga (n. 1836)
- 1905 - Ettore De Champs, compositore e pianista italiano (n. 1835)
- 1912 - Cesare Gazzani, militare italiano (n. 1884)
- 1912 - Frédéric Passy, politico e economista francese (n. 1822)
- 1913 - Andrew Drew, tennista statunitense (n. 1885)
- 1914 - Barclay Vincent Head, numismatico britannico (n. 1844)
- 1915 - Florido Bertini, attore italiano (n. 1841)
- 1915 - Józef Brandt, pittore polacco (n. 1841)
- 1917 - Teresa Carreño, pianista, soprano e compositrice venezuelana (n. 1853)
- 1917 - Carlo Erba, pittore italiano (n. 1884)
- 1918 - Anna di Prussia, principessa prussiana (n. 1836)
- 1918 - Michail Aleksandrovič Romanov, nobile russo (n. 1878)
- 1919 - Guido Taramelli, militare e aviatore italiano (n. 1895)
- 1920 - Iōannīs Damianos, ammiraglio e politico greco (n. 1861)
- 1925 - Gustave Garcia, baritono italiano (n. 1837)
- 1927 - Gustav Fritsch, anatomista, antropologo e fisiologo tedesco (n. 1838)
- 1927 - Sidney Greville, nobile inglese (n. 1866)
- 1928 - Maurice Bloomfield, indologo e glottologo statunitense (n. 1855)
- 1929 - Vittorio Cipelli, avvocato e politico italiano (n. 1850)
- 1929 - Eugenio De Rossi, generale e agente segreto italiano (n. 1863)
- 1930 - Giuseppe De Ninno, biografo e storiografo italiano (n. 1852)
- 1932 - Theo Heemskerk, politico olandese (n. 1852)
- 1932 - Nielsine Zehngraf, fotografa danese (n. 1848)
- 1934 - Frank Bornamann, nuotatore statunitense (n. 1877)
- 1934 - Paul Henri Lecomte, botanico francese (n. 1856)
- 1936 - M. R. James, scrittore, storico e medievista britannico (n. 1862)
- 1936 - Karl Kraus, scrittore, giornalista e aforista austriaco (n. 1874)
- 1936 - Bruno Misefari, anarchico, filosofo e poeta italiano (n. 1892)
- 1937 - Bruno Banchini, pallonista italiano (n. 1857)
- 1937 - Iona Jakir, generale sovietico (n. 1896)
- 1937 - Michail Nikolaevič Tuchačevskij, generale sovietico (n. 1893)
- 1937 - Marija Il'inična Ul'janova, rivoluzionaria, politica e giornalista russa (n. 1878)
- 1939 - Pierre Nijs, pallanuotista belga (n. 1890)
- 1940 - Yaakov Yehuda Aryeh Leib Frenkel, rabbino e mistico rumeno (n. 1850)
- 1940 - William Lashly, esploratore e militare britannico (n. 1867)
- 1940 - Girolamo Marcello, militare e politico italiano (n. 1860)
- 1940 - Angelo Paolucci, militare italiano (n. 1903)
- 1940 - Farnsworth Wright, curatore editoriale statunitense (n. 1888)
- 1941 - Kōnstantinos Komnīnos-Mīliōtīs, schermidore greco (n. 1874)
- 1942 - Leon De La Mothe, regista, attore e sceneggiatore statunitense (n. 1880)
- 1942 - John Gray, mezzofondista statunitense (n. 1894)
- 1942 - Anna Vasil'evna Jakimova, rivoluzionaria russa (n. 1856)
- 1942 - Laura Papo Bohoreta, scrittrice e traduttrice bosniaca (n. 1891)
- 1942 - Margaret Turnbull, sceneggiatrice e commediografa scozzese (n. 1872)
- 1943 - Etrusco Benci, partigiano e antifascista italiano (n. 1905)
- 1943 - Hanns Heinz Ewers, scrittore tedesco (n. 1871)
- 1943 - Hans Junkermann, attore tedesco (n. 1872)
- 1943 - Nurija Pozderac, insegnante e politico bosniaco (n. 1892)
- 1943 - Gaston de Latenay, pittore e incisore francese (n. 1859)
- 1944 - Anna Maria Enriques Agnoletti, partigiana italiana (n. 1907)
- 1944 - Riccardo Fedel, partigiano italiano (n. 1906)
- 1944 - Erich Marcks, generale tedesco (n. 1891)
- 1944 - Italo Piccagli, militare, aviatore e partigiano italiano (n. 1909)
- 1946 - Hisaichi Terauchi, generale giapponese (n. 1879)
- 1946 - Karel Toman, poeta e giornalista ceco (n. 1877)
- 1948 - Consalvo Ceci, politico italiano (n. 1894)
- 1948 - Gyula Glykais, schermidore ungherese (n. 1893)
- 1949 - Diana Allen, attrice svedese (n. 1898)
- 1949 - Maria Barba, religiosa e mistica italiana (n. 1884)
- 1949 - Luigi Frusci, generale italiano (n. 1879)
- 1950 - Jan Vaník, calciatore cecoslovacco (n. 1892)
- 1951 - Paulette Duval, attrice e ballerina francese (n. 1889)
- 1952 - James Colquhoun Irvine, chimico scozzese (n. 1877)
- 1952 - Michael von Faulhaber, cardinale e arcivescovo cattolico tedesco (n. 1869)
- 1952 - Gladys Milton Palmer, produttrice cinematografica e nobile inglese (n. 1884)
- 1953 - Leslie Graham, pilota motociclistico britannico (n. 1911)
- 1955 - Leo Nardus, schermidore e falsario olandese (n. 1868)
- 1955 - Quirino Ruggeri, scultore italiano (n. 1883)
- 1955 - Olaf Richard von Wulff, militare austriaco (n. 1877)
- 1956 - Bruto Tessari, calciatore e arbitro di calcio italiano (n. 1887)
- 1957 - Robert Alton, danzatore, coreografo e regista statunitense (n. 1906)
- 1957 - Alfredo Coppola, psichiatra e neurologo italiano (n. 1888)
- 1957 - Jimmy Dorsey, clarinettista e sassofonista statunitense (n. 1904)
- 1957 - Peggy Hopkins Joyce, attrice statunitense (n. 1893)
- 1958 - John Trevor Godfrey, militare, aviatore e politico statunitense (n. 1922)
- 1958 - Frederik Nanning, compositore di scacchi olandese (n. 1892)
- 1960 - Hugo Atzwanger, artista austriaco (n. 1883)
- 1960 - Jack Richardson, attore statunitense (n. 1870)
- 1961 - Stefano Reggio D'Aci, avvocato e politico italiano (n. 1882)
- 1962 - Orazio Bisio, calciatore italiano (n. 1898)
- 1962 - John Ireland, compositore e insegnante inglese (n. 1879)
- 1962 - Hermann Stork, tuffatore tedesco (n. 1911)
- 1963 - Andrew Cunningham, ammiraglio britannico (n. 1883)
- 1963 - Medgar Evers, attivista e politico statunitense (n. 1925)
- 1964 - Paul Carpenter, attore e cantante canadese (n. 1921)
- 1965 - Giuseppe Rossetti, calciatore italiano (n. 1899)
- 1966 - Hermann Scherchen, direttore d'orchestra e violinista tedesco (n. 1891)
- 1966 - Osvald Sirén, storico dell'arte finlandese (n. 1879)
- 1967 - Eustachio Paolo Lamanna, filosofo e storico della filosofia italiano (n. 1885)
- 1968 - Wilhelm Meisl, calciatore, pallanuotista e allenatore di calcio austriaco (n. 1895)
- 1969 - Aleksandr Aleksandrovič Dejneka, pittore, grafico e scultore sovietico (n. 1899)
- 1970 - Boris Pavlovič Belousov, chimico e biofisico sovietico (n. 1893)
- 1970 - Raúl Silva Castro, giornalista, critico letterario e scrittore cileno (n. 1905)
- 1971 - Hans Joachim von Mellenthin, militare tedesco (n. 1887)
- 1972 - Saul Alinsky, attivista e scrittore statunitense (n. 1909)
- 1972 - Ludwig von Bertalanffy, biologo austriaco (n. 1901)
- 1972 - Alfeo Bertin, traduttore, critico letterario e poeta italiano (n. 1930)
- 1972 - Folke Bohlin, velista svedese (n. 1903)
- 1972 - Jack Guest, canottiere canadese (n. 1906)
- 1972 - Al Koran, illusionista britannico (n. 1917)
- 1972 - Edmund Wilson, critico letterario, giornalista e scrittore statunitense (n. 1895)
- 1973 - Sailor Jerry, artista statunitense (n. 1911)
- 1973 - Vladimir Leonidovič Suchobokov, regista cinematografico sovietico (n. 1910)
- 1973 - Georgij Vernadskij, storico russo (n. 1887)
- 1974 - André Marie, politico francese (n. 1897)
- 1974 - Felix Schwalbe, generale tedesco (n. 1892)
- 1975 - Rafael Arévalo Martínez, scrittore guatemalteco (n. 1884)
- 1975 - Virgilio Ferrari, medico e politico italiano (n. 1888)
- 1975 - Alfred Kurella, scrittore e politico tedesco (n. 1895)
- 1976 - Germaine Cellier, francese (n. 1909)
- 1976 - Ignaz Maybaum, rabbino e filosofo austriaco (n. 1897)
- 1976 - Attilio Spaccarelli, architetto italiano (n. 1890)
- 1976 - Francesco Spezzano, avvocato e politico italiano (n. 1903)
- 1977 - Antonio Carnevali, allenatore di calcio e calciatore italiano (n. 1910)
- 1977 - Epifanio Fernández Berridi, calciatore spagnolo (n. 1919)
- 1977 - Ângelo Gammaro, nuotatore, pallanuotista e canottiere brasiliano (n. 1895)
- 1977 - Semën Michajlovič Lobov, ammiraglio sovietico (n. 1913)
- 1977 - Andrea Tosto De Caro, poeta, compositore e critico d'arte italiano (n. 1906)
- 1977 - József Várszegi, giavellottista ungherese (n. 1910)
- 1978 - Guō Mòruò, scrittore, poeta e drammaturgo cinese (n. 1892)
- 1978 - Takeichi Harada, tennista giapponese (n. 1899)
- 1978 - Léon Lommel, vescovo cattolico lussemburghese (n. 1893)
- 1979 - Alekos Apostolidīs, cestista greco
- 1979 - Giuseppe Capra, calciatore italiano (n. 1902)
- 1979 - Juan Castro, calciatore argentino (n. 1934)
- 1979 - Constant Joacim, calciatore belga (n. 1908)
- 1979 - Ernesto Lomasti, alpinista italiano (n. 1959)
- 1979 - Angelo Lualdi, scultore italiano (n. 1881)
- 1979 - Ferenc Nagy, politico ungherese (n. 1903)
- 1980 - James A. FitzPatrick, regista, sceneggiatore e produttore cinematografico statunitense (n. 1894)
- 1980 - Egon Pearson, statistico britannico (n. 1895)
- 1980 - Masayoshi Ōhira, politico giapponese (n. 1910)
- 1981 - Ernesto Fígoli, allenatore di calcio e calciatore uruguaiano (n. 1888)
- 1981 - Giuseppe Inzerillo, italiano (n. 1964)
- 1981 - Evalyn Knapp, attrice statunitense (n. 1906)
- 1981 - Karl Striebinger, calciatore tedesco (n. 1913)
- 1981 - Humberto Tomassina, calciatore uruguaiano (n. 1898)
- 1982 - Otto Brunner, storico e giurista austriaco (n. 1898)
- 1982 - Karl von Frisch, biologo austriaco (n. 1886)
- 1982 - Peter Maivia, wrestler samoano americano (n. 1937)
- 1982 - Marie Rambert, ballerina polacca (n. 1888)
- 1982 - Frank Shaughnessy, hockeista su ghiaccio statunitense (n. 1911)
- 1983 - Francesca Alinovi, critica d'arte italiana (n. 1948)
- 1983 - Aleksandr Aleksandrovič Alov, regista sovietico (n. 1923)
- 1983 - Tommaso Assi, mezzofondista e allenatore di atletica leggera italiano (n. 1935)
- 1983 - Yvonne Bourgeois, tennista francese (n. 1902)
- 1983 - Mario Fabbri, musicologo e alpinista italiano (n. 1931)
- 1983 - Charlie Hoefer, cestista tedesco (n. 1921)
- 1983 - Clemens Holzmeister, architetto austriaco (n. 1886)
- 1983 - J. B. Hutto, musicista e cantante statunitense (n. 1926)
- 1983 - Rolf Rüttimann, pilota motociclistico svizzero (n. 1957)
- 1983 - Norma Shearer, attrice canadese (n. 1902)
- 1983 - Władysław Skonecki, tennista polacco (n. 1920)
- 1984 - Pëtr Dmitrievič Baranovskij, architetto e restauratore russo (n. 1892)
- 1984 - Gino Minucciani, ingegnere italiano (n. 1891)
- 1984 - Kiril Simonovski, allenatore di calcio e calciatore jugoslavo (n. 1915)
- 1984 - Bill Wright, fumettista statunitense (n. 1917)
- 1985 - Alessandro Ferdinando di Prussia, principe prussiano (n. 1912)
- 1985 - Dino Barsotti, canottiere italiano (n. 1903)
- 1985 - Dominique Laffin, attrice francese (n. 1952)
- 1985 - Helmuth Plessner, filosofo e sociologo tedesco (n. 1892)
- 1986 - Lino Spagnoli, imprenditore, pilota motonautico e dirigente sportivo italiano (n. 1927)
- 1986 - Carlo Vivarelli, designer svizzero (n. 1919)
- 1987 - Carlo Boscarato, fumettista e disegnatore italiano (n. 1926)
- 1987 - Frank Boulton, calciatore inglese (n. 1917)
- 1987 - Luis Duggan, giocatore di polo argentino (n. 1906)
- 1987 - Paul Janes, allenatore di calcio e calciatore tedesco (n. 1912)
- 1987 - Vasilij Smirnov, calciatore sovietico (n. 1908)
- 1988 - Attilio Fierro, politico e ingegnere italiano (n. 1922)
- 1988 - Georg Hochgesang, calciatore tedesco (n. 1897)
- 1988 - Gennadij Krasnickij, calciatore sovietico (n. 1940)
- 1989 - Eduardo Dualde, hockeista su prato spagnolo (n. 1933)
- 1989 - Lou Monte, cantante statunitense (n. 1917)
- 1989 - Nilüfer Hanimsultan, principessa ottomana (n. 1916)
- 1990 - Terence O'Neill, politico britannico (n. 1914)
- 1990 - Theodorico Haroldo de Oliveira, calciatore brasiliano (n. 1937)
- 1991 - Alexander Baring, VI barone Ashburton, politico inglese (n. 1898)
- 1991 - Giovanni Battista Cesana, missionario e vescovo cattolico italiano (n. 1899)
- 1991 - Eric Smith, allenatore di calcio e calciatore scozzese (n. 1934)
- 1992 - Renié, costumista statunitense (n. 1901)
- 1993 - Crawford Barton, fotografo statunitense (n. 1943)
- 1993 - Remo Galli, allenatore di calcio e calciatore italiano (n. 1912)
- 1993 - Wilhelm Gliese, astronomo tedesco (n. 1915)
- 1993 - Monte Melkonian, partigiano e rivoluzionario armeno (n. 1957)
- 1993 - Manuel Summers, regista e sceneggiatore spagnolo (n. 1935)
- 1994 - Nicole Brown Simpson, tedesca (n. 1959)
- 1994 - Christopher Collins, doppiatore e attore statunitense (n. 1949)
- 1994 - Menachem Mendel Schneerson, filosofo, mistico e rabbino ucraino (n. 1902)
- 1995 - Arturo Benedetti Michelangeli, pianista italiano (n. 1920)
- 1995 - Eva Bernoulli, insegnante svizzera (n. 1903)
- 1995 - Luigi Innocenti, imprenditore italiano (n. 1923)
- 1995 - Pierre Russell, cestista statunitense (n. 1949)
- 1995 - Egon Svensson, lottatore svedese (n. 1913)
- 1995 - Ede Vadászi, cestista ungherese (n. 1923)
- 1996 - Roy Clifford, allenatore di pallacanestro statunitense (n. 1900)
- 1996 - Aldo Gorfer, giornalista e scrittore italiano (n. 1921)
- 1996 - Winni Riva, attrice e doppiatrice italiana (n. 1918)
- 1997 - Maria Emma Alaimo, bibliotecaria e saggista italiana (n. 1906)
- 1997 - Jo Backaert, calciatore belga (n. 1921)
- 1997 - Peter Blos, psicoanalista tedesco (n. 1904)
- 1997 - Rémy Bourlès, illustratore, disegnatore e sceneggiatore francese (n. 1905)
- 1997 - Leo Canullo, politico e sindacalista italiano (n. 1923)
- 1997 - Bulat Šalvovič Okudžava, cantautore e poeta russo (n. 1924)
- 1997 - Arnaldo Sentimenti, calciatore e allenatore di calcio italiano (n. 1914)
- 1997 - Candeloro Zamperini, carabiniere italiano (n. 1963)
- 1998 - Richard Thompson, animatore e regista statunitense (n. 1914)
- 1998 - Rocco Torrebruno, cantante italiano (n. 1933)
- 1999 - Sergej Chlebnikov, pattinatore di velocità su ghiaccio sovietico (n. 1955)
- 1999 - Jah Lloyd, cantante, disc jockey e beatmaker giamaicano (n. 1947)
- 1999 - J. F. Powers, scrittore statunitense (n. 1917)
- 2000 - Hellmuth Costard, regista e sceneggiatore tedesco (n. 1940)
- 2000 - Carlo Lenci, calciatore italiano (n. 1928)
- 2000 - Bruno Martino, cantante, compositore e pianista italiano (n. 1925)
- 2000 - Dave Russell, allenatore di calcio e calciatore scozzese (n. 1914)

## XXI secolo(133)
- 2001 - Carl-Axel Acking, architetto e designer svedese (n. 1910)
- 2001 - William D. Davies, teologo e biblista britannico (n. 1911)
- 2001 - Viktor Hamburger, biologo tedesco (n. 1900)
- 2001 - Jim Seminoff, cestista statunitense (n. 1922)
- 2002 - Bill Blass, stilista statunitense (n. 1922)
- 2002 - Albert Jurgenson, montatore francese (n. 1929)
- 2002 - Andrea Merlotti, politico italiano (n. 1960)
- 2002 - José Serra Gil, ciclista su strada spagnolo (n. 1923)
- 2002 - Philip Walsted, statunitense (n. 1978)
- 2003 - Itamar Assumpção, cantautore, compositore e produttore discografico brasiliano (n. 1949)
- 2003 - Diego De Castro, storico, scrittore e statistico italiano (n. 1907)
- 2003 - Gregory Peck, attore statunitense (n. 1916)
- 2003 - Umberto Turco, scenografo italiano (n. 1928)
- 2005 - Emmanuelle Arsan, scrittrice, modella e attrice thailandese (n. 1932)
- 2005 - Álvaro Cunhal, politico portoghese (n. 1913)
- 2005 - Harry Hilker, pallanuotista tedesco (n. 1932)
- 2005 - Makobo Modjadji VI, sovrana sudafricana (n. 1978)
- 2005 - Vito Pancella, artista, scultore e incisore italiano (n. 1945)
- 2005 - David Whitney, gallerista, collezionista d'arte e critico d'arte statunitense (n. 1939)
- 2006 - Rasmus Green, calciatore danese (n. 1980)
- 2006 - György Ligeti, compositore ungherese (n. 1923)
- 2006 - Ettore Lombardi, cantante e compositore italiano (n. 1933)
- 2006 - Giorgio Messori, scrittore italiano (n. 1955)
- 2006 - Amos Pampaloni, ufficiale italiano (n. 1910)
- 2006 - Santi Pirrone, scacchista italiano (n. 1920)
- 2006 - Dennis Shepherd, pugile sudafricano (n. 1926)
- 2006 - James Stephen Sullivan, vescovo cattolico statunitense (n. 1929)
- 2007 - Don Herbert, conduttore televisivo statunitense (n. 1917)
- 2007 - Wally Herbert, esploratore e scrittore britannico (n. 1934)
- 2007 - Flavio Maspoli, politico e giornalista svizzero (n. 1950)
- 2007 - Jim Norton, giocatore di football americano statunitense (n. 1938)
- 2007 - Guy de Rothschild, banchiere francese (n. 1909)
- 2008 - Gunther Stent, chimico e biologo tedesco (n. 1924)
- 2008 - Ernesto Vichi, ingegnere italiano (n. 1924)
- 2009 - Reno Bromuro, poeta, scrittore e attore italiano (n. 1932)
- 2009 - Aage Rou Jensen, calciatore danese (n. 1924)
- 2009 - Félix Malloum, politico e generale ciadiano (n. 1932)
- 2010 - Gabriele Crisanti, produttore cinematografico, regista e sceneggiatore italiano (n. 1935)
- 2010 - Carlo Massoni, generale italiano (n. 1914)
- 2010 - Luigi Petrini, regista e sceneggiatore italiano (n. 1934)
- 2010 - Gennaro Rambone, allenatore di calcio e calciatore italiano (n. 1935)
- 2010 - Les Richter, giocatore di football americano statunitense (n. 1930)
- 2010 - Grizzly Smith, wrestler statunitense (n. 1932)
- 2010 - Graziano Verzotto, partigiano, dirigente d'azienda e politico italiano (n. 1923)
- 2010 - Al Williamson, fumettista statunitense (n. 1931)
- 2011 - Daniela Caroli, attrice e doppiatrice italiana (n. 1947)
- 2011 - John Wilton, diplomatico inglese (n. 1921)
- 2011 - Laura Ziskin, produttrice cinematografica statunitense (n. 1950)
- 2012 - Héctor Bianciotti, scrittore argentino (n. 1930)
- 2012 - Henry Hill, mafioso e collaboratore di giustizia statunitense (n. 1943)
- 2012 - Mukhtar Mohamed Hussein, politico somalo (n. 1912)
- 2012 - Elinor Ostrom, politologa e economista statunitense (n. 1933)
- 2012 - Pahiño, calciatore spagnolo (n. 1923)
- 2012 - Peter Roche de Coppens, sociologo, antropologo e psicoterapeuta svizzero (n. 1938)
- 2012 - Aldo Ronconi, ciclista su strada italiano (n. 1918)
- 2012 - Edith Schönert-Geiß, numismatica tedesca (n. 1933)
- 2012 - Medin Zhega, allenatore di calcio e calciatore albanese (n. 1946)
- 2013 - Michael Kasha, chimico statunitense (n. 1920)
- 2013 - Jirōemon Kimura, supercentenario giapponese (n. 1897)
- 2013 - Giancarlo Nicotra, regista e attore italiano (n. 1944)
- 2013 - Alberto Pizzigoni, musicista italiano (n. 1928)
- 2013 - Luisa Rivelli, attrice e giornalista italiana (n. 1931)
- 2013 - William Van Poyck, criminale statunitense (n. 1954)
- 2013 - Scott Winkler, hockeista su ghiaccio norvegese (n. 1990)
- 2014 - Bartolo Ciccardini, politico e giornalista italiano (n. 1928)
- 2014 - Nabil Hemani, calciatore algerino (n. 1979)
- 2014 - Carla Laemmle, attrice statunitense (n. 1909)
- 2014 - Gunnel Linde, scrittrice e giornalista svedese (n. 1924)
- 2014 - Jimmy Scott, cantante statunitense (n. 1925)
- 2015 - Nek Chand, scultore indiano (n. 1924)
- 2015 - Rick Ducommun, attore canadese (n. 1952)
- 2015 - Micol Fontana, stilista e imprenditrice italiana (n. 1913)
- 2015 - Monica Lewis, attrice statunitense (n. 1922)
- 2015 - Sebastiano Mannironi, sollevatore italiano (n. 1930)
- 2015 - Nasir al-Wuhayshi, terrorista yemenita (n. 1976)
- 2016 - Michele Cennamo, architetto e urbanista italiano (n. 1935)
- 2016 - Franco Faggi, canottiere italiano (n. 1926)
- 2016 - Omar Mateen, terrorista e criminale statunitense (n. 1986)
- 2016 - Carmelo Ortega, allenatore di pallacanestro cubano (n. 1938)
- 2016 - Elin Ortiz, attore, comico e produttore cinematografico portoricano (n. 1934)
- 2016 - Fabrizio Pirovano, pilota motociclistico italiano (n. 1960)
- 2016 - Alfonso Portugal, allenatore di calcio e calciatore messicano (n. 1934)
- 2016 - Elio Rosati, politico italiano (n. 1923)
- 2016 - George Voinovich, politico statunitense (n. 1936)
- 2016 - Janet Waldo, attrice e doppiatrice statunitense (n. 1919)
- 2017 - Gheorghe Gușet, pesista rumeno (n. 1968)
- 2017 - Delio Redi, politico italiano (n. 1939)
- 2017 - Mario Veronesi, imprenditore e farmacista italiano (n. 1932)
- 2017 - Masahide Ōta, storico e politico giapponese (n. 1925)
- 2018 - Bonaldo Giaiotti, basso italiano (n. 1932)
- 2018 - Jon Hiseman, batterista britannico (n. 1944)
- 2018 - José Carlos Bernardo, calciatore brasiliano (n. 1945)
- 2018 - Renato Vrbičić, pallanuotista croato (n. 1970)
- 2019 - Gary Burrell, imprenditore e ingegnere elettrico statunitense (n. 1937)
- 2019 - Armand De Decker, politico belga (n. 1948)
- 2019 - Sylvia Miles, attrice statunitense (n. 1924)
- 2020 - Lino Esterino Garavaglia, vescovo cattolico italiano (n. 1927)
- 2021 - Chad Hundeby, nuotatore statunitense (n. 1971)
- 2021 - Marco Maciel, politico brasiliano (n. 1940)
- 2021 - Anatolij Čukanov, ciclista su strada russo (n. 1954)
- 2021 - Ihar Žaljazoŭski, pattinatore di velocità su ghiaccio bielorusso (n. 1963)
- 2022 - Phil Bennett, rugbista a 15 britannico (n. 1948)
- 2022 - Sylvie Granger, storica francese (n. 1955)
- 2022 - Philip Baker Hall, attore statunitense (n. 1931)
- 2022 - Heidi Horten, collezionista d'arte e filantropa austriaca (n. 1941)
- 2022 - Walter Maestosi, attore e doppiatore italiano (n. 1934)
- 2022 - Lukša Poklepović, calciatore jugoslavo (n. 1945)
- 2022 - Miryam Romero, giornalista e conduttrice televisiva spagnola (n. 1963)
- 2023 - Silvio Berlusconi, imprenditore e politico italiano (n. 1936)
- 2023 - Rodolfo Biazon, politico e generale filippino (n. 1935)
- 2023 - Paolo Di Paolo, fotografo italiano (n. 1925)
- 2023 - Mette Gjerskov, politica danese (n. 1966)
- 2023 - Harvey Glance, velocista statunitense (n. 1957)
- 2023 - Sergej Gorjačev, generale russo (n. 1970)
- 2023 - Masaaki Imai, economista giapponese (n. 1930)
- 2023 - Reggie Moore, cestista statunitense (n. 1981)
- 2023 - Francesco Nuti, attore, regista e sceneggiatore italiano (n. 1955)
- 2023 - John Romita Sr., fumettista statunitense (n. 1930)
- 2023 - Dick Welsh, cestista statunitense (n. 1933)
- 2023 - Treat Williams, attore e cantante statunitense (n. 1951)
- 2023 - Vjačeslav Zajcev, pallavolista e allenatore di pallavolo sovietico (n. 1952)
- 2024 - Santino Ciceri, calciatore italiano (n. 1935)
- 2024 - Neil Goldschmidt, politico e avvocato statunitense (n. 1940)
- 2024 - Sherwood Idso, fisico, idrologo e meteorologo statunitense (n. 1942)
- 2024 - Franca Lumachi, attrice e doppiatrice italiana (n. 1932)
- 2024 - Ilva Niño, attrice brasiliana (n. 1934)
- 2024 - Jerry West, cestista, allenatore di pallacanestro e dirigente sportivo statunitense (n. 1938)
- 2024 - Vjačeslav Dmitrievič Zudov, cosmonauta sovietico (n. 1942)
- 2024 - Fernando José de França Dias Van-Dúnem, politico e diplomatico angolano (n. 1934)
- 2025 - Maurice Gee, scrittore e anglista neozelandese (n. 1931)
- 2025 - Zoltán Horváth, schermidore ungherese (n. 1937)
- 2025 - Carlo Legrottaglie, militare italiano (n. 1965)
- 2025 - Geoff Palmer, botanico e attivista giamaicano (n. 1940)

## Senza anno specificato(1)
- Francesco Alesi, pittore italiano (n. 1873)